# Trümmerbahnen in Dresden
Die Trümmerbahnen in Dresden waren ein System, die flächendeckende Großflächenenttrümmerung des Innenstadtgebietes zu bewältigen.

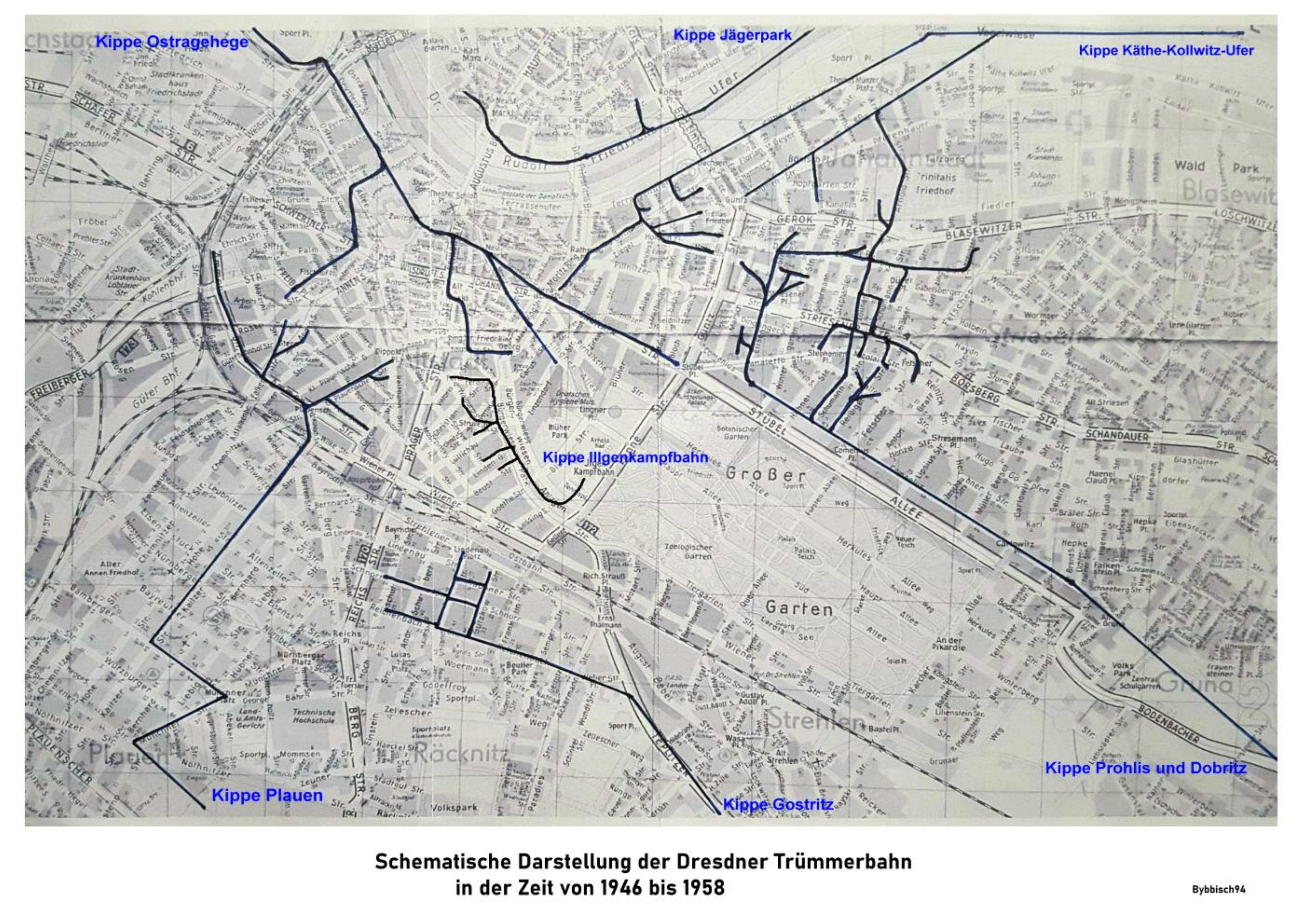
Liniennetz der Trümmerbahnen in Dresden

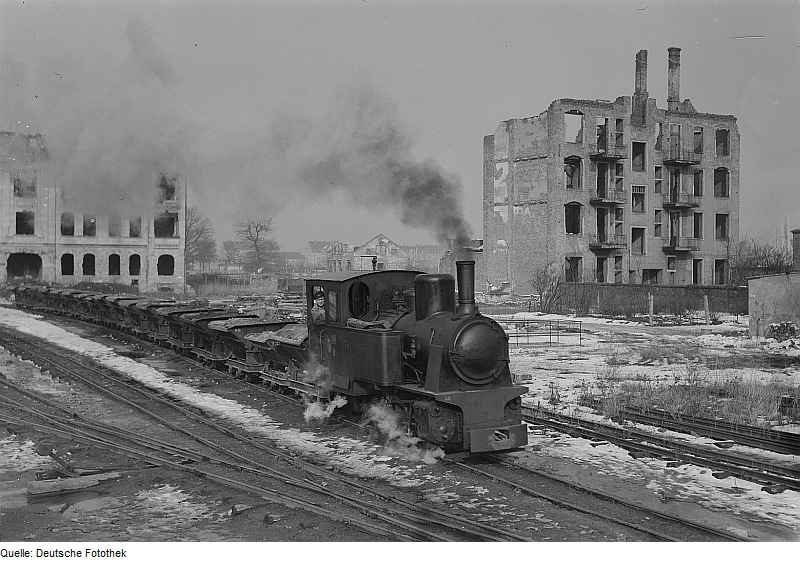
Dampflokomotive und Muldenkipploren

Kernstück waren dabei Feldbahnen für den Abtransport der durch die alliierten Luftangriffe auf Dresden, insbesondere die im Februar 1945, entstandenen Trümmer aus den zerstörten Stadtgebieten. Sie fügten sich in ein System der Trümmerbeseitigung ein, wie sie am dem Ende des Zweiten Weltkrieges in mehr als 36 deutschen Städten dazu eingesetzt wurden. Zum Einsatz kamen hierbei in erster Linie  Kipploren. Auf dem Höhepunkt der großflächigen Enttrümmerung der Dresdner Innenstadt in den Jahren 1951 und 1952 waren insgesamt fünf Linien Trümmerbahnen, teils im Dampf-, teils im Dieselbetrieb (Linien T1–T5) mit 21 Kilometern Linienlänge in Betrieb.
Zum System der Trümmerbeseitigung in Dresden gehörten allerdings ferner Güterstraßenbahnen und teilweise auch normalspurige Eisenbahnen, die auf provisorisch in Straßen verlegten Schienen betrieben wurden.
Hauptaufgabe der Trümmerbahnen war auch in Dresden der Transport der von den zuvor vollständig abgeräumten zerstörten Gebäuden entstandenen Materialreste. Diese wurden zu großen Zwischenlagerplätzen oder Endlagerstätten (sogenannte „Kippen“) gefahren. Beladen wurden diese Bahnen häufig mit vorhandenen Dampfbaggern, unzähligen Schuttberäumern und durch Trümmerfrauen.

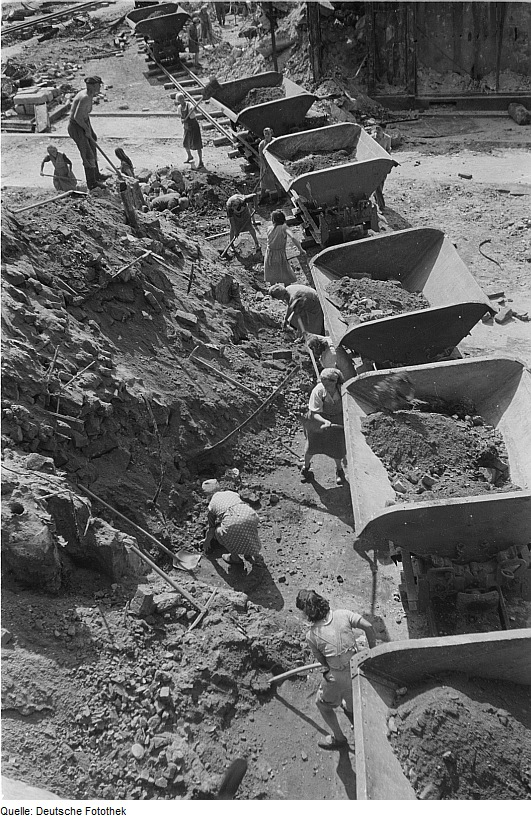
Frauen beladen mit Schaufeln einen Muldenkipplorenzug

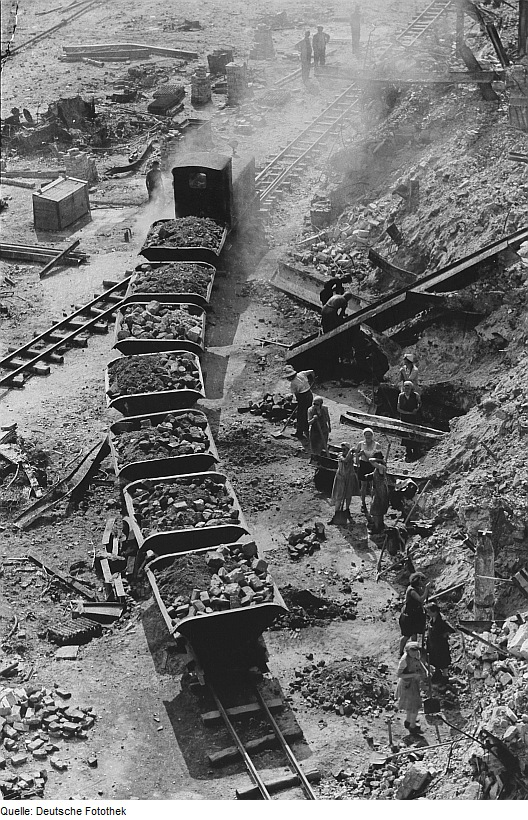
Trümmerbahn bei Beräumungsarbeiten

## Trümmerberäumung

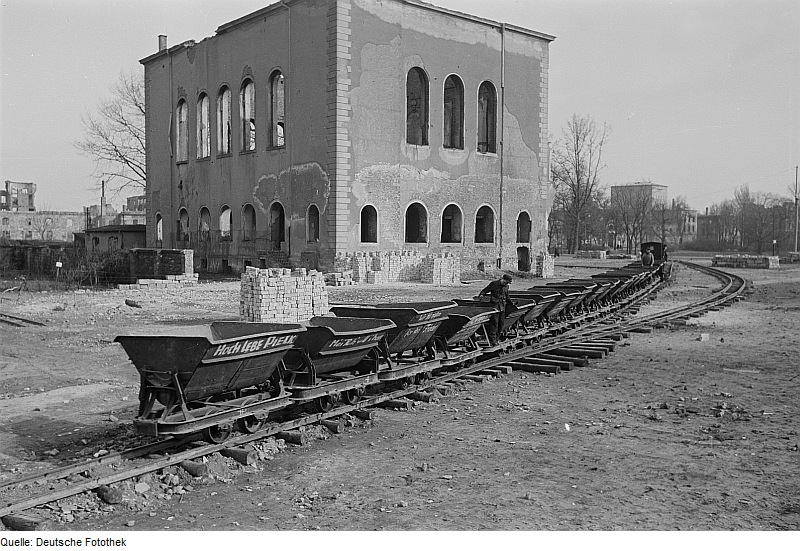
Ruine der Freimaurerloge und Trümmerbahn

Die Bombardierungen hinterließen eine Trümmerfläche von circa 15 km² und in ersten Schätzungen eine Trümmermasse von circa 12 Millionen m³. Somit wäre Dresden mit 19,6 m³ Trümmerschutt pro Einwohner eine der am deutlichsten zerstörten deutschen Städte gewesen. Diese Trümmermasse wurde im Verlaufe der Enttrümmerung auf 5 Millionen m³ intern deutlich nach unten korrigiert (mit 8,2 m³ Trümmerschutt pro Einwohner liegt Dresden im Mittelfeld, öffentlich wurden die ursprünglichen Zahlen nie korrigiert). Zudem wurden über 1750 Bombentrichter im Dresdner Stadtgebiet ermittelt.
Nach der fast kampflosen Besetzung der Stadt durch die Rote Armee am 8. Mai 1945 ernannte die sowjetische Stadtkommandantur am 10. Mai 1945 Rudolf Friedrichs zum Oberbürgermeister. Die bereits nach den Luftangriffen begonnenen Beräumungen der Hauptstraßen wurde fortgesetzt. Die teilzerstörte Augustusbrücke und Marienbrücke konnten in Behelfsbauweise aus Holz passierbar gemacht werden. Der Wiederaufbau der Albertbrücke begann am 29. Mai 1945. Bereits am 8. Juni 1945 fuhren die Straßenbahnen in Dresden wieder auf 126 km des gesamten Streckennetzes – 1944 hatte das Netz aus 185,5 Streckenkilometern bestanden. Am 31. Juli 1945 beschloss der Stadtrat eine Verordnung über die Sicherstellung von Baustoffen aus bombengeschädigten Grundstücken. Ein Aufruf der städtischen Finanzverwaltung zu einem Wiederaufbauopfer der Bürger erbrachte zusätzliche Finanzmittel für die Trümmerberäumung und den Wiederaufbau. Mit dem am 5. Januar 1946 beschlossenen Aufbauplan war Dresden die erste deutsche Großstadt, die einen solchen Plan erstellt hatte. 
Bergungstrupps ermittelten und bargen, oft als Notbergung, wertvolles Kunstgut, welches aber erst nach 1990 in die als Lapidarium gewidmete Ruine der Zionskirche, eingelagert werden konnte.
Vor den Angriffen hatte Dresden 35.470 Wohngebäude, davon wurden durch Kriegshandlungen circa 12.000 total zerstört sowie weitere 17.000 Häuser schwer bzw. mittelschwer zerstört. Bis Ende 1945 waren die Hauptstraßen und Verbindungswege beräumt. Die Trümmer wurden am Straßenrand aufgestapelt bzw. innerhalb der Außenmauerreste zerstörter Häuser platziert.

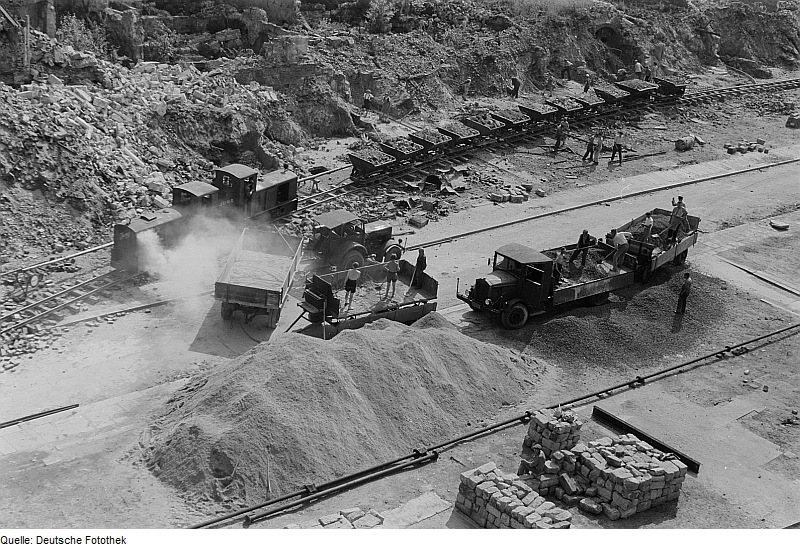
Kipplorenzug der Trümmerbahn

Im Jahr 1946 begann eine systematische planmäßige Enttrümmerung. Das Bauunternehmen Philipp Holzmann (Zweigstelle Dresden) begann am 29. Januar 1946 in der Johannstadt mit der Beräumung. Die Abfuhr wurde mit einer behelfsmäßigen Feldbahn mit 900 mm Spurweite begonnen, die später auf 600 mm festgelegt wurde. Entsorgt wurden die Trümmermassen am Elbufer, von der Fetscherstraße in der Johannstadt beginnend und in Blasewitz endend. An Maschinen kamen dabei zum Einsatz:
- 3 Dampfloks
- 1 Diesellok
- 1 Planierraupe
- 2 Dampfbagger
- 1 Elektrobagger
- ca. 5 km Gleis
- ca. 70 Kipploren.

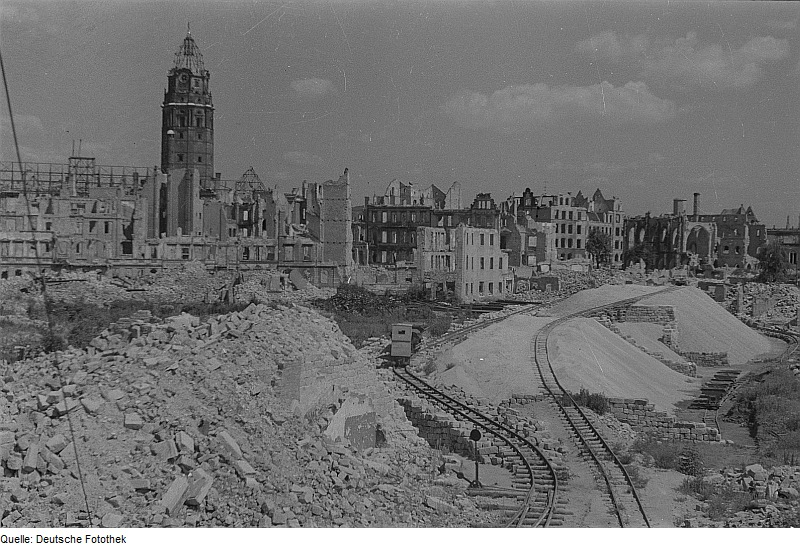
Wohn- und Geschäftshäuser am Neuen Rathaus

Es beteiligten sich im Jahr 1946 an der Trümmerberäumung und Materialbergung weitere Bauunternehmen:
- 4 größere Unternehmen,
- 23 kleinere Unternehmen.

Auf den Baustellen waren 1946 circa 1.250 Arbeitskräfte eingesetzt, davon 180 Facharbeiter, 1.070 Hilfskräfte, davon wiederum 560 Frauen.
Zunächst wurden drei Großbaustellen eingerichtet:
- Johannstadt bis zur Güntzstraße,
- Christianstraße bis zum Hauptbahnhof, Prager Straße
- Dürerplatz, Carolahaus, Arnoldstraße, Blumenstraße in Richtung der Johannstädter Elbwiesen[4]

Mit der Inbetriebnahme einer Trümmeraufbereitungsanlage an der Christianstraße / Lüttichenaustraße, damals als größte Anlage in der Sowjetischen Besatzungszone, begann die Enttrümmerung. Es gab folgende Großbaustellen:
| Baustelle            | Gebiet | Arbeitskräfte |
| -------------------- | --- | ------------- |
| Christianstraße      | Christianstraße – Sidonienstraße – Lüttichaustraße – Georgplatz – Bürgerwiese | ca. 170       |
| Dürerplatz           | Blasewitzer Straße – Nicolaistraße – Gerokstraße – Fetscherstraße – Stephanienstraße | ca. 220       |
| Carolahaus           | Pfotenhauerstraße – Güntzplatz (damals: Eliasplatz) – Güntzstraße – Elisenstraße – Holbeinstraße – Striesener Straße – Stephanienstraße – Hertelstraße – Neubertstraße – Blumenstraße – Bönischplatz – Tatzberg | ca. 65        |
| Thomas-Müntzer-Platz | Elsässer Straße – Pfotenhauerstraße – Käthe-Kollwitz-Ufer – Neubertstraße | ca. 640       |
| Postplatz            | Umgebung Postplatz | ca. 50        |
| Narrenhäusel         | Neustädter Brückenkopf der Augustusbrücke und nähere Umgebung | ca. 65        |

Zudem wurden an zahlreichen kleineren Baustellen die Enttrümmerungsarbeiten fortgesetzt. Diese bescheidenen Anfänge der Enttrümmerung resultierten im Mangel an baukundigen Fachkräften, Maschinen, Hebezeugen sowie an Betriebsmitteln und Treibstoff aufgrund der Mangelwirtschaft der Nachkriegszeit. Des Weiteren wurden gleichzeitig und vordringlich aus den unzerstörten Industriebetrieben und Verkehrswegen Maschinen und Anlagen als Reparationsleistungen an die Sowjetunion ausgebaut und abtransportiert – auch die dafür eingesetzten, hauptsächlich männlichen Kräfte fehlten bei der Trümmerberäumung. Das betraf zum Beispiel das unzerstörte Sachsenwerk in Niedersedlitz, wie auch den kleinen Schmiede- und Schweißbetrieb Taubert in der Johannstadt.

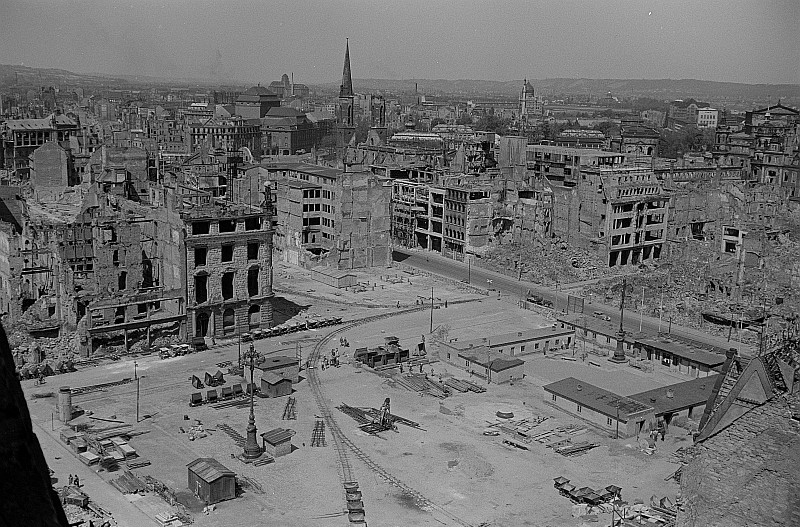
Blick über den Altmarkt zum Postplatz

Im Jahr 1947 erfolgten die Enttrümmerungsarbeiten weiterhin schwerfällig und unter großen Schwierigkeiten. Es fehlte immer noch wichtige Technik, Baumaterial und Fachkräfte. Reparationsleistungen hatten noch immer Vorrang, das für die Stadtwerke wichtige Pumpspeicherwerk Niederwartha wurde abgebaut und in die Sowjetunion transportiert. 
Als neue Beräumungsflächen wurden definiert: der Bereich Terrassenufer bis Waisenhausstraße, der Bereich Neustädter Markt bis zum Elbufer und die Prager Straße. 
Im Jahr 1949 begann die Großflächenenttrümmerung im gesamten Stadtgebiet. Am 1. Januar 1949 wurde das Kommunalwirtschaftsunternehmen der Stadt Dresden (KWU) nach der Kommunalwirtschaftsverordnung der Deutschen Wirtschaftskommission gegründet. Die Enttrümmerungsarbeiten setzten sich bis zum Jahr 1958 fort.
Gemäß Feststellung des Dresdener Stadtrats war die großflächige Enttrümmerung im Jahr 1958 abgeschlossen. Weite leere, öde Flächen prägten nun das Stadtbild. Einzelne Ruinen wurden erst später entfernt. Bei den Flächenenttrümmerungen verschwanden auch durchaus wiederaufbaufähige Gebäude (zum Beispiel am Sachsenplatz).

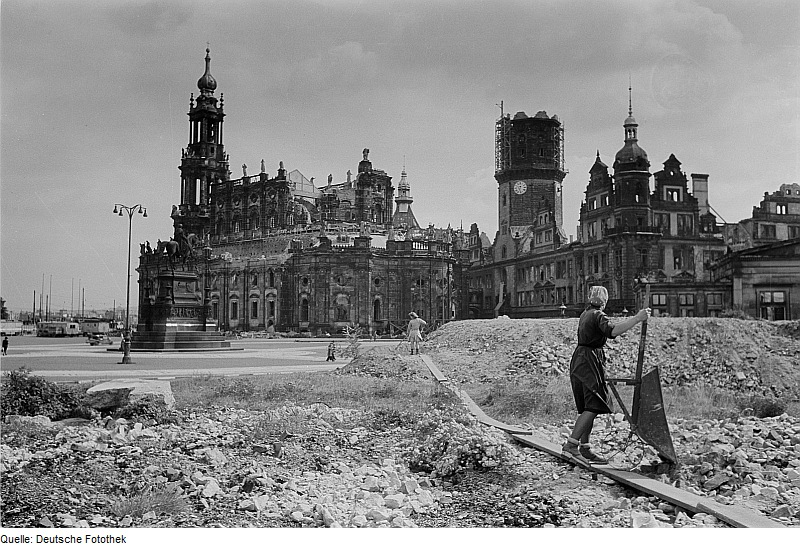
Schuttbeseitigung am Theaterplatz

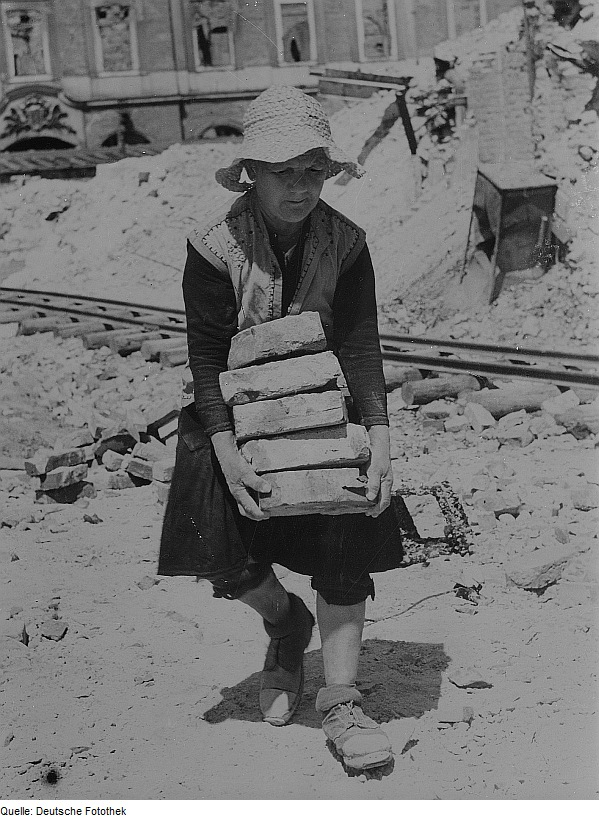
Trümmerfrau beim Transport von Ziegelsteinen

## Die Feldbahnen als Trümmerbahnen
Mit den als Feldbahnen betrieben Trümmerbahnen konnten die erheblichen Trümmermassen transportiert werden: Neben kleineren kurzen Strecken wurden wichtige Hauptstrecken eingerichtet und genutzt. So waren Betriebshöfe und Lokunterstände sowie Kreuzungen erforderlich. Die Technik der Feldbahnen stammte aus Ziegeleien, Steinbrüchen, von der Industrie, auch vom Militär, aus Bergbau und Kiesgruben. Die Gleisanlagen konnten problemlos verlegt werden und waren somit auch flexibel einsetzbar. Das rollende Material waren circa 1000 Kipploren mit einem Fassungsvermögen von 0,75 bis 2 Kubikmetern, hölzerne Kastenkipper, Rungenwagen und Flachwagen.
Der Transport wurde in drei Etappen bewältigt:
- Schacht:

Schachtstellen waren die Gewinnungsstellen der Trümmer an den Ruinen. Diese wurden in Kipploren von Hand und wenn möglich mit Dampf- und Dieselbagger verladen. Bewegt wurden die Loren ebenfalls von Hand oder mit kleineren, etwas leistungsschwächeren Diesellokomotiven.
- Hauptfördergleis:

Die Kipploren wurden auf diesen zu Zügen zusammengestellt und zur Kippe transportiert. Zuvor wurden die Trümmermassen auf wiederverwendbares Material geprüft.
- Kippe:

Die zu einer Kippe gefahrenen Züge hatten nicht verwendbares Material geladen (Schutt), die Kippen waren der Endpunkt der Strecke. Teilweise war die Steigung zur Kippe so erheblich, dass entweder stärkere Zugmittel eingesetzt werden mussten oder nachgeschoben werden musste.
Eingesetzte Zugmittel waren Feldbahndampflokomotiven, Diesellokomotiven und Akkulokomotiven für die Kipploren. In den 1950er-Jahren erfolgte schließlich auch der Abtransport mittels LKW. Zu Beginn der Enttrümmerung waren Straßenbahnen eingesetzt worden und auch über die normalspurige Elbezweigbahn wurden Trümmer beseitigt.

## Die Strecken der Dresdner Trümmerbahn ab 1950

### Allgemeines
Der Beginn der Trümmerbahn war immer die Schachtstelle und das Ende die Kippe. Es sind folgende Ablagerungsstellen (Kippen) bekannt, die durch Trümmerbahn, LKW, Straßenbahn und auch Pferdefuhrwerke genutzt wurden:
- Auffüllung Waldwege in der Dresdner Heide.
- Ausstellungsgelände am Stübelplatz
- Grube Elektrizitätswerk Lößnitzstraße
- Grube Kaditz
- Grube Sternstraße
- Hamburger Straße (Seidel & Naumann)

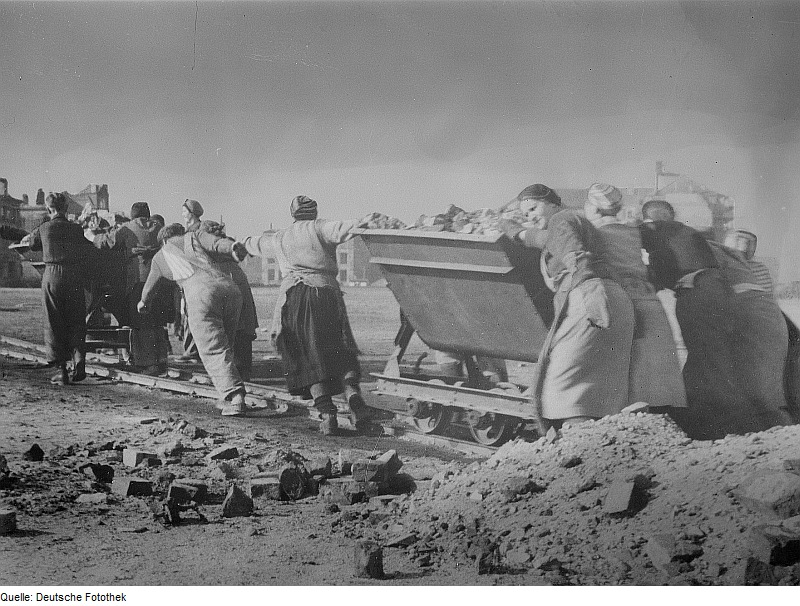
Muldenkipploren der Trümmerbahn

- Illgenkampfbahn
- Jägerpark,
- Käthe-Kollwitz-Ufer
- Kiesgrube Dobritz
- Kiesgrube Knobloch in Leuben
- Lehmgrube Dohnaer Straße
- Lehmgrube Gostritz
- Lehmgrube Plauen
- Lehmgrube Prohlis
- Lehmgrube Zschertnitz
- Ostragehege
- Radeburger Straße (Heller)
- Schrapelstraße
- Sportplatzgelände Blumenau

### Strecken der Trümmerbahn (Feldbahnen)
Die Trümmerbahnen, die als Feldbahnen verlegt waren, wurden Anfang der 1950er Jahre in Strecken (Linien) eingeteilt, diese verliefen voneinander unabhängig.
- Linie T1 umfasste das Beräumungsgebiet Innen- bzw. Altstadt und brachte die Trümmermassen zur Kippe Ostragehege. Eine Regelspurstrecke der Deutschen Reichsbahn verlief vom Theaterplatz zum Bahnhof Dresden-Altstadt Elbufer der Elbezweigbahn; eine Verlängerung vom Neumarkt beginnend zum Theaterplatz war zwar geplant, wurde jedoch nicht ausgeführt.
- Linie T2 hatte das Gebiet Johannstadt, Pirnaische Vorstadt, sowie Altstadt, die Kippe war das Käthe-Kollwitz-Ufer.
- Linie T3 hatte das Beräumungsgebiet Südvorstadt und nutzte die Kippe der Lehmgruben Gostritz und Prohlis.
- Linie T4 hatte das Gebiet Seevorstadt und Wilsdruffer Vorstadt und benutzte die Kippe Lehmgrube Plauen.
- Linie T5 beräumte das Gebiet der Neustadt und der Antonstadt, es wurde die Kippe Jägerpark genutzt.
- Eine Linie ohne Nummer war mit dem Beräumungsgebiet Johannstadt und Striesen beauftragt und nutzte die Kippe Kiesgrube Dobritz.
- Eine weitere Linie ohne Nummer war mit dem Gebiet der Seevorstadt beauftragt und nutzte die Kippe Illgenkampfbahn.

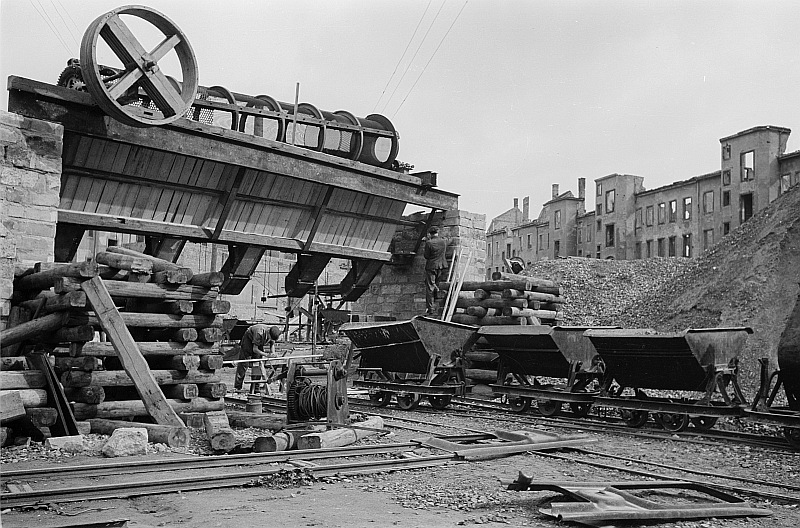
Brecheranlage

#### Trümmerbahn T1

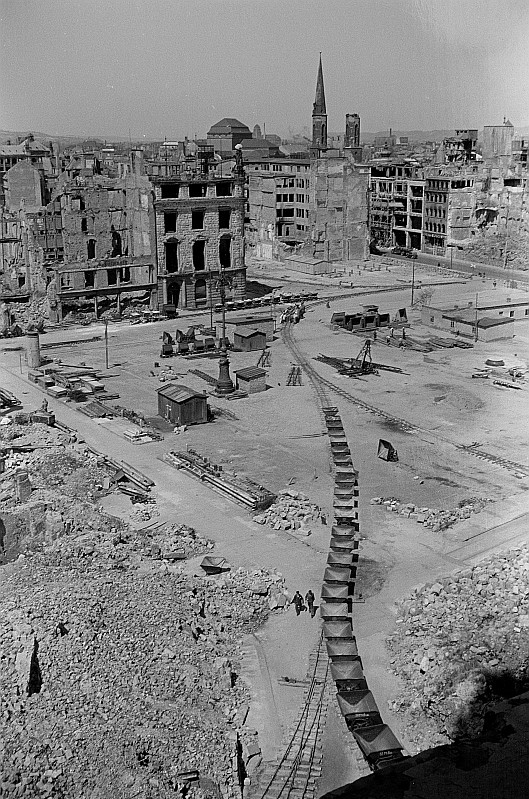
Trümmerbeseitigung am Altmarkt

Die Linie T1 der Trümmerbahn hatte in der Zeit von 1949 bis 1952 eine Streckenlänge von 1,8 Kilometern. Der Gleisverlauf begann im Innenstadtbereich am Postplatz, Altmarkt und verlief über Schloßstraße, Taschenberg, Sophienstraße, Theaterplatz, Devrientstraße, Ostraufer zur Kippe Ostragehege. Deren Erweiterung umfasste über Neumarkt, Moritzstraße, Johannstraße, Ringstraße, Lingnerallee, mit Abzweig Grunaer Straße, sowie jeweils zwei Hauptgleise Richtung Bürgerwiese und Stübelplatz. Zusätzliche Gleise verliefen vom Freiberger Platz über Schweriner Straße, Ostraallee, Devrientstraße zur Kippe Ostragehege. Am Zwinger und in der Schloßstraße existierte ein Ausweichgleis. Lokschuppen mit zwei Gleisen befanden sich am Altmarkt (Ruine Kaufhaus Metzler) und in der Kreuzstraße.
Eingesetzte Technik:
| Lok       | Gattung | Lok-Nr. | Hersteller               | Baujahr, Fabrik-Nr. | Besonderheiten      |
| --------- | ------- | ------- | ------------------------ | ------------------- | ------------------- |
| Dampflok  | Bn2t    | 1       | Jung                     | 1934, Nr. 5539      |                     |
| Dampflok  | Bn2t    |         | Krauss                   | 1925, Nr. 8219      |                     |
| Dampflok  |         |         | Orenstein & Koppel (O&K) | Nr. 629             |                     |
| Dampflok  | Bn2t    |         | Henschel                 |                     | Name „Anneliese“    |
| Dampflok  |         | 10      |                          |                     |                     |
| Diesellok | Bdm     | 1       | Jung                     |                     | Typ ZL 130          |
| Diesellok | Bdm     | 2       | Gmeinder                 |                     |                     |
| Diesellok | Bdm     | 3       | Jung                     |                     | Typ ZL 105          |
| Diesellok | Bdm     | 4       | Gmeinder                 |                     |                     |
| Diesellok | Bdm     | 6       |                          |                     | Name „Lisa“         |
| Diesellok | Bdm     |         | Deutz                    | 1936, Nr. 15367     | Typ OMZ 122 F       |
| Diesellok | Bdm     |         | O&K                      | 1936, Nr. 6742      | Typ RL 1            |
| Benzinlok | Bd      | 1       | Schwartzkopff            |                     | Name „Gaslok“       |
| Akkulok   | Bo      | 1       |                          |                     | 11 Stück im Einsatz |

Eingesetzte Betriebe waren:

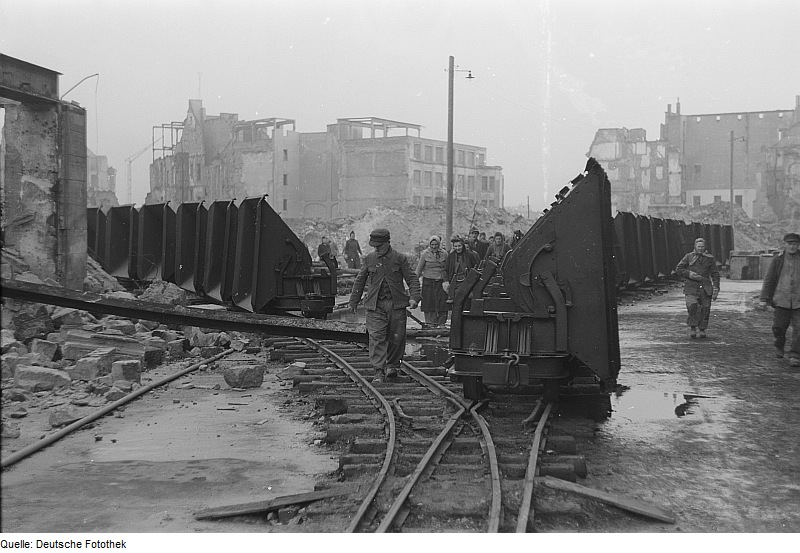
Trümmerbahn mit Weiche und bereitgestellten Kipplorenzügen

- Kommunalwirtschaftsunternehmen Stadt.
- VEB Bau (St) Dresden.
- Funke Co, Freital.
- Philipp Holzmann AG.
- Hermann Liebold KG.
- Allgemeine Straßenbau AG, Niederlassung Dresden.
- Mibau GmbH als Generalauftragnehmer.

#### Trümmerbahn T2
Die Linie T2 der Trümmerbahn hatte in der Zeit von 1946 bis 1952 eine Streckenlänge von 4 Kilometern. Der Gleisverlauf begann in der Johannstadt: Nicolaistraße, Dürerplatz, Zöllnerstraße, Reißigerstraße, Gerokstraße, Blumenstraße, Arnoldstraße, Thomas-Müntzer-Platz, Käthe-Kollwitz-Ufer zur Kippe Käthe-Kollwitz-Ufer. Zusätzlich Holbeinplatz, Dr.-Külz-Ring, Rathenaustraße, Ziegelstraße, Johannesstraße, Pirnaischer Platz, Amalienstraße und Bundschuhstraße, Güntzplatz und Elsässer Straße. Lokschuppen mit zwei Gleisen befanden sich am Dürerplatz und am Käthe-Kollwitz-Ufer.
Eingesetzte Technik:
| Lok       | Gattung | Lok-Nr. | Hersteller | Baujahr, Fabrik-Nr. | Besonderheiten         |
| --------- | ------- | ------- | ---------- | ------------------- | ---------------------- |
| Dampflok  | Bn2t    | 1       | Krauss     | 1926, Nr. 7793      |                        |
| Dampflok  | Bn2t    | 2       | O&K        | 1927, Nr. 11489     |                        |
| Dampflok  | Bn2t    |         | O&K        | 1911, Nr. 4891      |                        |
| Dampflok  | Bn2t    |         | Henschel   | 1936, Nr. 20085     |                        |
| Diesellok | Bdm     |         |            |                     | Leihgabe der Bau-Union |
| Diesellok | Bdm     |         | O&K        |                     | Typ RL 2               |
| Diesellok | Bdm     |         | Gmeinder   |                     |                        |
| Diesellok | Bdm     |         | Deutz      |                     |                        |
| Diesellok | Bdm     |         | Gmeinder   |                     |                        |
| Diesellok | Bdm     |         | Deutz      |                     |                        |
| Diesellok | Bdm     |         | Deutz      |                     | Typ OMZ 122 F          |
| Diesellok | Bdm     |         | Jung       |                     |                        |
| Diesellok | Bdm     |         | Jung       |                     | Typ ZL 105             |
| Diesellok | Bdm     |         | Jung       |                     | Typ ZL 130             |

Eingesetzte Betriebe waren:
- Kommunalwirtschaftsunternehmen Stadt.
- Kommunalwirtschaftsunternehmen Land.
- VEB Hoch-,Ingenieur- und Tiefbau.

#### Trümmerbahn T3
Die Linie T3 der Trümmerbahn hatte in der Zeit von 1951 bis 1953 eine Streckenlänge von 8 Kilometern. Der Gleisverlauf begann in der Südvorstadt: Lindenauplatz, Schnorrstraße, Gutzkowstraße, Reichenbachstraße, Ackermannstraße, Teplitzer Straße, Dohnaer Straße, Gostritzer Straße zur Kippe Lehmgrube Gostritz und Lehmgrube Prohlis.
In der Reichenbachstraße befanden sich mehrere Ausweich- und Rangiergleise. Ein Lokschuppen mit fünf Gleisen und zwei Reparaturgleisen befand sich am Lindenauplatz.

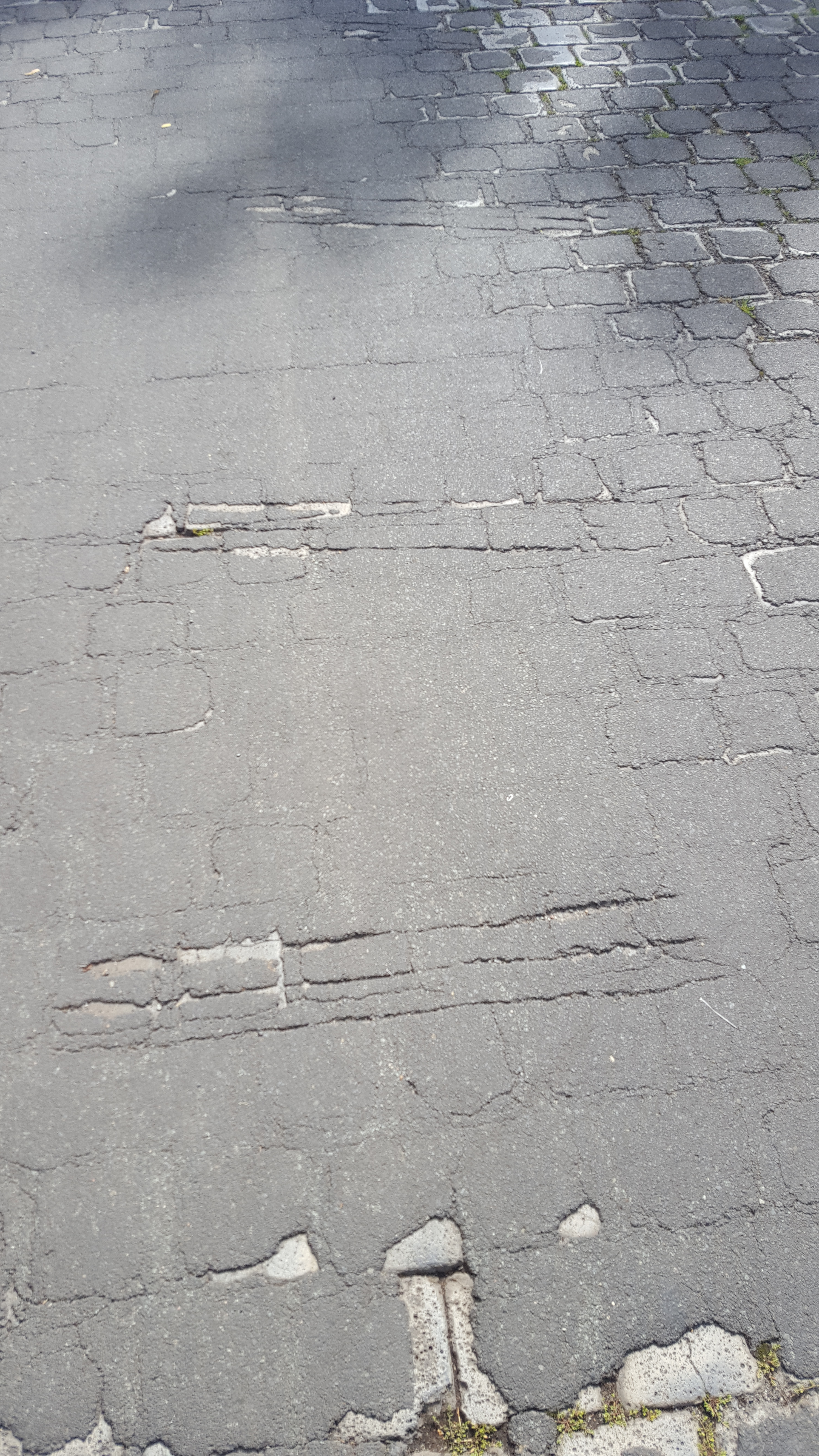
Dresden.Schnorrstraße. Abdrücke von Schwellen der Gleise der Trümmerbahn (Stand: August 2021)

Eingesetzte Technik
| Lok                  | Gattung | Lok-Nr. | Hersteller | Baujahr, Fabrik-Nr. | Besonderheiten |
| -------------------- | ------- | ------- | ---------- | ------------------- | -------------- |
| Diesellok            | Bdm     | 1       |            |                     | Name „Molly“   |
| Diesellok            | Bdm     | 3       | Gmeinder   |                     | Name „Liesl“   |
| Diesellok            | Bdm     | 4       | Gmeinder   |                     | Name „Strolch“ |
| Diesellok            | Bdm     | 5       | O&K        | Nr. 8600            | Name „Stups“   |
| Diesellok            | Bdm     | 6       | Gmeinder   |                     | Name „Sonja“   |
| Diesellok            | Bdm     | 7       | Gmeinder   |                     | Name „Ursula“  |
| Diesellok            | Bdm     | 8       |            |                     | Name „Bruni“   |
| Diesellok            | Bdm     | 9       |            | Nr. 8774            | Name „Erika“   |
| Diesellok            | Bdm     | 18      |            |                     |                |
| Diesellok            | Bdm     | 19      |            |                     |                |
| Diesellok            | Bdm     |         |            |                     | Name „Inge“    |
| Diesellok            | Bdm     |         |            |                     |                |
| Diesellok            | Bdm     |         |            |                     | Name „Astra“   |
| Diesel od. Benzinlok | B       |         |            |                     | Name „Eva“     |
| Diesellok            | Bdm     |         |            | Nr. 9774            | Name „Heidi“   |
| Diesellok            | Bdm     |         | Gmeinder   |                     | Name „Neva“    |

Eingesetzte Betriebe waren:
- Max Koch& Co., Pirna.

#### Trümmerbahn T4

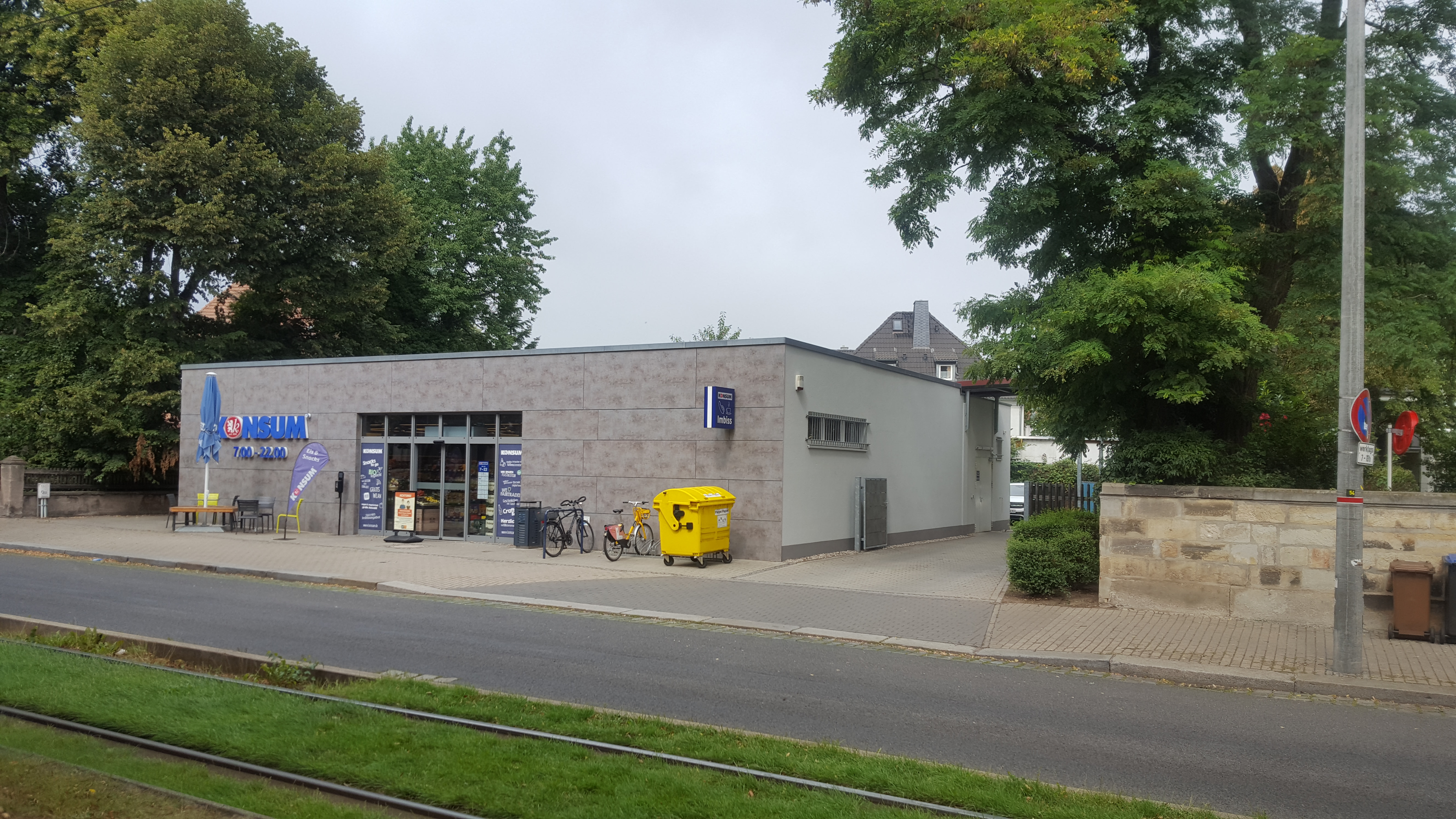
Neubau von 2013 anstelle der Lokstation mit Betriebswerk der Linie T4, nach 1953 umgebaut zur Verkaufsstelle des Konsum Dresden

Die Linie T4 der Trümmerbahn hatte in der Zeit von 1951 bis 1952 eine Streckenlänge von 4 Kilometern. Der Gleisverlauf begann in der Seevorstadt und Wilsdruffer Vorstadt: Sternplatz, Dippoldiswalder Platz, Große Plauensche Straße, Plauenscher Platz, Falkenstraße, Ammonstraße, Hohe Brücke, Kaitzer Straße, Bamberger Straße, Münchner Straße, Münchner Platz zur Kippe Lehmgrube Plauen. In der Kaitzer Straße befanden sich mehrere Ausweich- und Rangiergleise. Ein Lokschuppen befand sich am Dippoldiswalder Platz und an der Münchner Straße. An dieser (Höhe Würzburger Straße) war auch ein Betriebshof eingerichtet, in dem die Züge neu zusammengestellt wurden: Die Lehmgrube Plauen als Kippe konnte nur im Schiebebetrieb erreicht werden (ähnlich an der Hohen Brücke).
Der Lokomotivschuppen an der Münchner Straße blieb in seiner Grundsubstanz bis 2013 erhalten und wurde nach dessen Übergabe Mitte der 1950er Jahre und mehreren Umbauten als Verkaufsstelle des Konsum Dresden genutzt, bevor er durch einen Neubau mit gleicher Nutzung ersetzt wurde.
Eingesetzte Technik:
| Lok            | Gattung | Lok-Nr.   | Hersteller    | Baujahr, Fabrik-Nr. | Besonderheiten |
| -------------- | ------- | --------- | ------------- | ------------------- | -------------- |
| Diesellok      | Bdm     | 5         | Deutz         |                     |                |
| Diesellok      | Bdm     | 6         |               |                     | Name „Lisa“    |
| Diesellok      | Bdm     | 7         |               |                     |                |
| Dampflok       | Dn2t    | 9         | Schwartzkopff | 1918, Nr. 6752      |                |
| Dampflok       | Bn2t    | 10        | Jung          | 1913, Nr. 1951      |                |
| Diesellok      | Bdm     | 13        |               |                     |                |
| Diesellok      | Bdm     | 16        |               |                     |                |
| Diesellok      | Bdm     | 20        |               |                     |                |
| 8 St. Akkuloks | Bo      | 51 bis 58 |               |                     |                |
| Diesellok      | Bdm     | 59        |               |                     |                |
| Diesellok      | Bdm     | 60        | O&K           |                     |                |
| Diesellok      | Bdm     | 61        | Deutz         |                     |                |
| Diesellok      | Bdm     | 62        |               |                     |                |
| Dampflok       | Bnt     | 70        | ČKD           | 1940, Nr. 1857      |                |
| Diesellok      | Bdm     | 71        |               |                     |                |
| Diesellok      | Bdm     | 72        | Jung          |                     | Typ EL 105     |
| Diesellok      | Bdm     | 73        | Jung          |                     | Typ ZL 105     |
| Diesellok      | Bdm     | 81        |               |                     |                |
| Diesellok      | Bdm     | 82        |               |                     |                |
| Diesellok      | Bdm     | 83        |               |                     |                |
| Diesellok      | Bdm     |           |               |                     |                |
| Diesellok      | Bdm     |           |               |                     |                |

Eingesetzte Betriebe waren:
- Kommunalwirtschaftsunternehmen Baubetriebe.
- Bau-Union.

#### Trümmerbahn T5
Die Linie T5 der Trümmerbahn hatte in der Zeit von 1951 bis 1952 eine Streckenlänge von 3 Kilometern. Der Gleisverlauf begann an der Augustusbrücke: über Carolabrücke, Königsufer, Albertbrücke, Elbufer rechte Seite, Elbwiesen rechte Seite, Lincke’sches Bad, Diakonissenweg, Bautzner Straße, Radeberger Straße zur Kippe Jägerpark. Es befanden sich mehrere Ausweichgleise und Rangiergleise. Lokschuppen befand sich unter einem unzerstörten Bogen der Carolabrücke. Besonderheit war der Schiebebetrieb an der Radeberger Straße zur Kippe Jägerpark.
Eingesetzte Technik:
| Lok       | Gattung | Lok-Nr. | Hersteller    | Baujahr, Fabrik-Nr. | Besonderheiten      |
| --------- | ------- | ------- | ------------- | ------------------- | ------------------- |
| Dampflok  | Bn2t    | 1       | Jung          | 1934, Nr. 5539      | befuhr auch die T1  |
| Dampflok  | Dn2t    | 9       | Schwartzkopff | 1918, Nr. 6718      | Einsatz auch bei T4 |
| Dampflok  | Dnst    |         | ČKD           |                     |                     |
| Dampflok  | Bn2t    |         | franz. Lok    |                     |                     |
| Diesellok | Bmd     | 15      |               |                     |                     |
| Diesellok | Bdm     | 16      |               |                     |                     |
| Diesellok | Bdm     | 17      | Gmeinder      |                     |                     |
| Diesellok | Bdm     | 17      | O&K           |                     | Name „Ella“         |
| Diesellok | Bdm     | 18      | Jung          |                     | Name „Traudel“      |
| Diesellok | Bdm     |         | Jung          |                     | Typ EL 105          |
| Diesellok | Bdm     |         |               |                     |                     |
| Diesellok | Bdm     |         |               |                     |                     |

Eingesetzte Betriebe waren:
- Kommunalwirtschaftsunternehmen Baubetriebe Stadt Dresden.
- Bau-Union.

#### Trümmerbahnen ohne Nummerierung
Erste Linie ohne Nummerierung

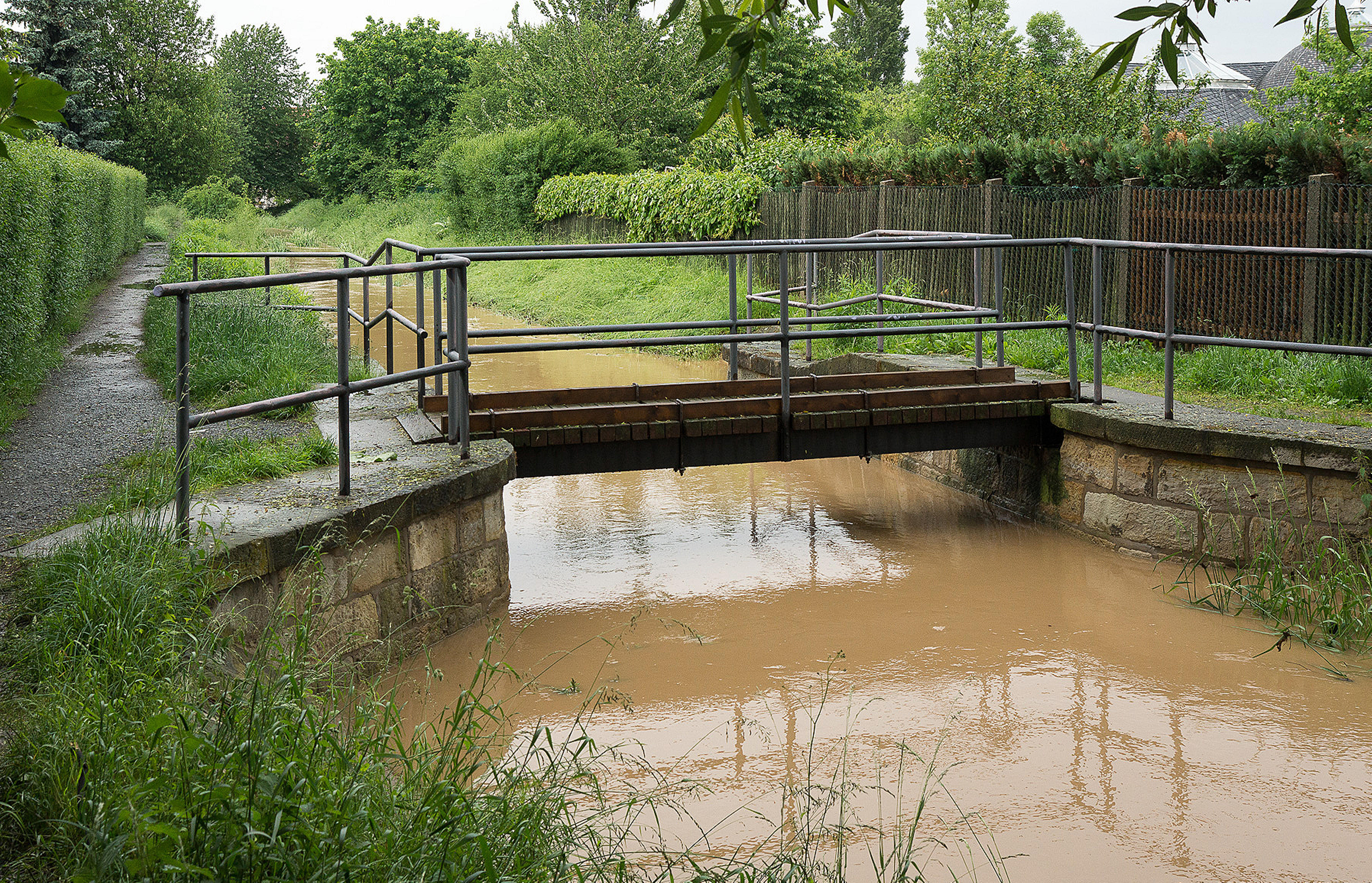
Brücke der Trümmerbahn über den Grunaer Landgraben

Die Linie ohne Nummer hatte in der Zeit von 1954 bis 1957 eine Streckenlänge von ca. 8 Kilometern. Der Gleisverlauf begann in den Beräumungsgebieten Johannstadt und Striesen und verlief von den Sammelstellen Schumannstraße, Reisigerstraße, Elisenstraße, Carlowitzstraße, Zöllnerplatz und Holbeinstraße über die Comeniusstraße, Altgruna, Winterbergstraße, Salzburger Straße (unter Nutzung einer Ziegelmühle in der Laubestraße) und nutzte die Kippe Kiesgrube Dobritz sowie die Ziegelkippe Gerokstraße. Es befanden sich mehrere Ausweichsgleise und Rangiergleise in der Comeniusstraße und Elisenstraße. Der Lokschuppen befand sich zwischen Comeniusstraße und Stübelallee in Höhe Schumannstraße.
Als eine der letzten Strecken der Trümmerbahn betrieben, erinnert noch heute (Stand: 2020) an die alte Trasse der „Trümmerbahnweg“ in der Kleingartensparte „Elbgrund“ in Seidnitz.
Eingesetzte Technik:
| Lok       | Gattung | Lok-Nr. | Hersteller     | Baujahr, Fabrik-Nr. | Besonderheiten     |
| --------- | ------- | ------- | -------------- | ------------------- | ------------------ |
| Dampflok  | Bn2t    |         | Henschel       | Nr. 23043           | Name „Annelise“    |
| Dampflok  | Bn2t    |         | LKM Babelsberg |                     | LOWA-Lok           |
| Dampflok  | Bn2t    |         | LKM Babelsberg |                     | LOWA-Lok           |
| Dampflok  | Dnst    |         | ČKD            | 1939, Nr. 2002      |                    |
| Diesellok | Bmd     | 15      |                |                     |                    |
| Diesellok | Bdm     | 18      | Deutz          |                     | Typ OMZ 117        |
| Diesellok | Bdm     |         | Gmeinder       |                     |                    |
| Diesellok | Bdm     |         | Jung           |                     | Typ ZL 105         |
| Diesellok | Bdm     | 22      | Jung           |                     | Typ ZL 130         |
| Diesellok | Bdm     |         | Jung           |                     | Typ EL 105         |
| Diesellok | Bdm     |         | LKM            |                     | Typ NS 2, LOWA-Lok |
| Diesellok | Bdm     |         | LKM            |                     | Typ NS 2, LOWA-Lok |

Eingesetzte Betriebe waren:
- VEB Baubetriebe Stadt Dresden.
- Bau-Union.

 Weitere Trümmerbahn ohne Nummerierung
Die nächste Linie ohne Nummer hatte in der Zeit von 1951 bis 1953 eine Streckenlänge von 1,5 Kilometern. Der Gleisverlauf begann im Beräumungsgebiet Seevorstadt Ost und verlief über: Ferdinandstraße, Ferdinandplatz, Bürgerwiese und nutzte die Kippe Illgenkampfbahn.
Trümmerbahn-Hilfszug
Auf Grund der verschiedenen Gleisprofilierungen und von Kreuzungen mit den Gleisen der Straßenbahn kam es häufig zu Entgleisungen von Zugmitteln und Kipploren. Dazu konnte kurzfristig ein Hilfszug bereitgestellt werden. Dieser war ausgerüstet mit einem kleinen Kranwagen und mehrere Hebelwinden.

## Einzelenttrümmerung
In den Jahren 1956 bis 1969 wurden zum Teil wiederaufbaufähige Ruinen abgerissen. Im Jahr 1956 waren es die Reformierte Kirche, Rampische Straße, Ostraallee sowie der Teilabriss des Wackerbarthpalais. Im Jahr 1957 betraf es die Schützengasse, Reitbahnstraße und das Komödienhaus. Bedauerlicherweise wurde auch im Jahr 1958 die katholische Kirche Franziskus Xaverius entfernt. Ein Jahr später wurden die Amerikanische Kirche und der Rest vom Palais Kap-herr entfernt. Weitere Abrisse waren 1960 das Zwingerschlößchen, 1961 die Kleine Meißner Gasse, Kanzleihaus, Erlöserkirche und die Reithalle des Wackerbarthpalais. Im Jahr 1962 begann die Abtragung der Sophienkirche, damals die letzte zweischiffige Kirche aus dem 13. Jahrhundert. Der vollständige Abriss der Sophienkirche erfolgte 1963, ebenfalls der Rest vom Wackerbarthpalais und Teile des Taschenbergpalais.
Erst mit dem Wiederaufbau des Kurländer Palais (2008 abgeschlossen) verschwand die letzte Ruine aus der Dresdner Innenstadt, mehr als 60 Jahre nach deren Zerstörung.

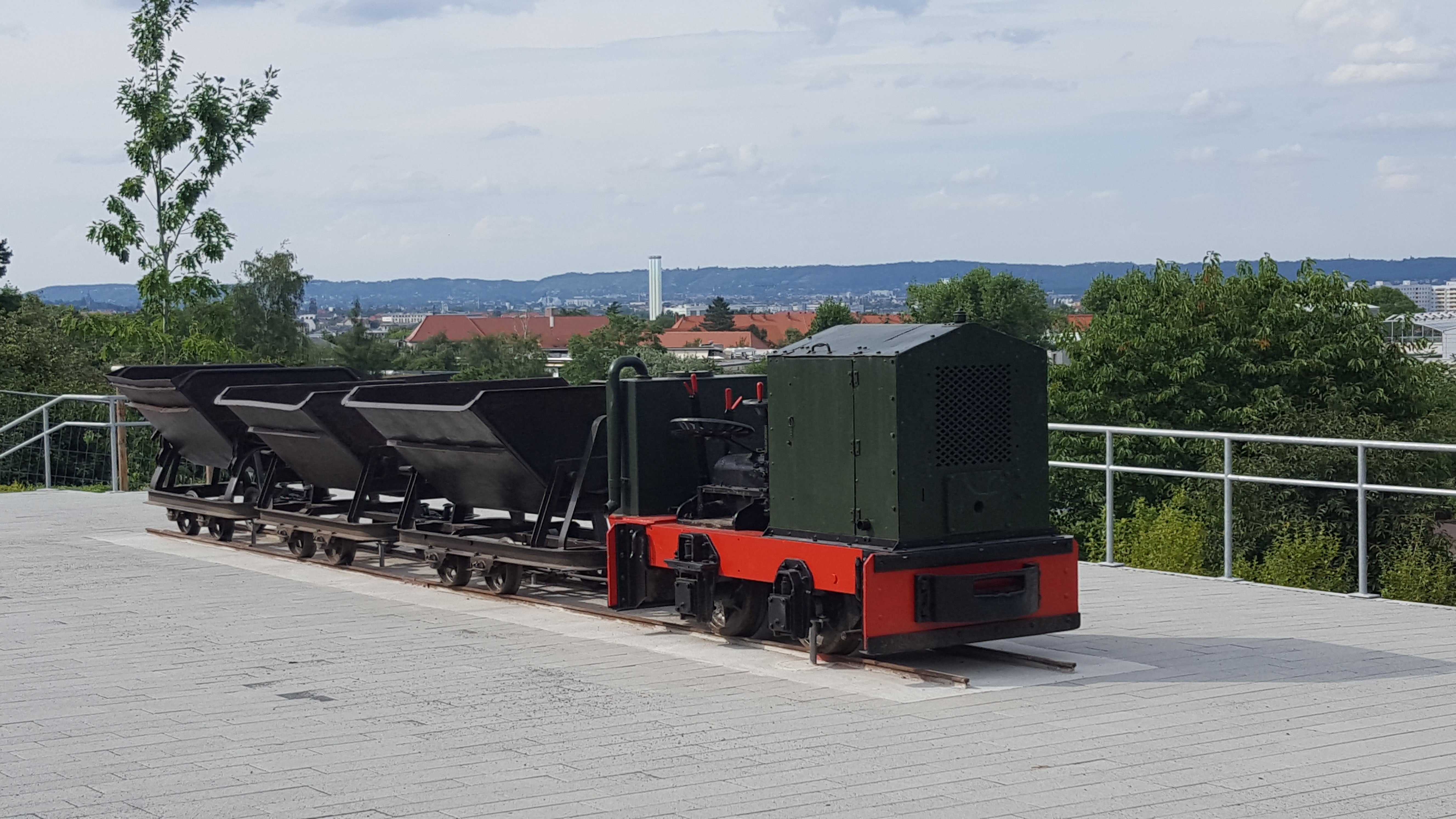
Denkmal Trümmerbahn. Diesellok, Hersteller Orenstein und Koppel, RL1c Baujahr 1937 mit 3 Kipploren

## Denkmal der Trümmerbahn Dresden
Am 21. Juli 2021 wurde eine Lokomotive mit drei Kipploren als Schauobjekt im Südpark am Eingang Passauer Straße aufgestellt. Die Bahn erinnert daran, dass nach 1945 die Trümmer auf Schienen aus der Stadt auch in die noch offenen Lehmgruben am Dresdner Südhang gebracht wurden. Der Verlauf der 2019 neu angelegten Ost-West-Wegeachse im Südpark ist identisch mit einer der Strecken der ehemaligen Trümmerbahnen in die Abkippstelle der Lehmgrube in Plauen, die an ihrer oberen Kippkante lag; die aufgestellte Lok wurde allerdings auf Grund ihrer geringen Leistung (11 PS) nur in der Dresdner Innenstadt für Verschiebearbeiten eingesetzt und war im Abkippgelände des neu entstehendes Südparks nicht im Einsatz.